# Freilingen (Westerwald)
Freilingen (mundartlich: Frälinge) ist eine Ortsgemeinde im Westerwaldkreis in Rheinland-Pfalz. Die Gemeinde gehört der Verbandsgemeinde Selters (Westerwald) an und ist ein staatlich anerkannter Erholungsort.

## Geographische Lage
Freilingen liegt im Westerwald zwischen Hachenburg im Norden, Westerburg im Osten, Montabaur im Süden und dem etwa 7 km südwestlich gelegenen Selters. Es befindet sich direkt südlich der Westerwälder Seenplatte, einem beliebten Ferien- und Erholungsgebiet mit dem nahen Postweiher (Freilinger Weiher).
Knapp 2 km ostsüdöstlich des Dorfs steht seit 1998 auf dem Helleberg (491 m ü. NN) ein Aussichtsturm mit Aussicht unter anderem über den Westerwald.

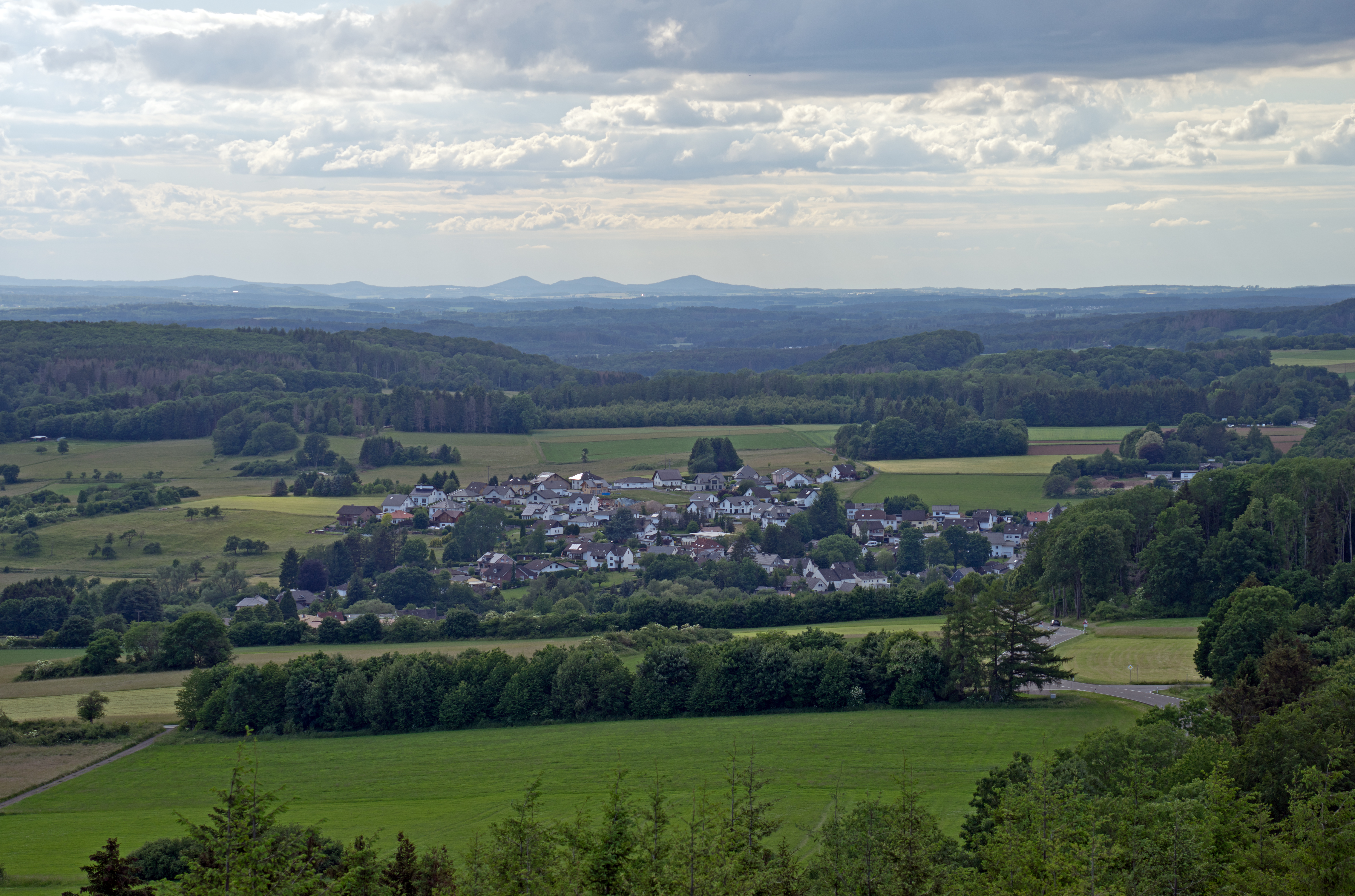
Blick vom Aussichtsturm auf dem Helleberg auf Freilingen

## Geschichte
Erstmals wurde Freilingen urkundlich im Jahre 1034 als Vrilingoim erwähnt. 1611 ist eine Mühle in Freilingen belegt. Der Ort lag an einer wichtigen Kreuzung der Hohen Straße mit einer vom Rhein über den Hohen Westerwald zur Dill führenden Verbindung. Schon 1612 war hier eine Poststation der Linie Antwerpen–Lüttich–Köln–Frankfurt am Main, denn der Ort lag mit ungefähr 82 Kilometer gleich weit von Köln und Frankfurt entfernt. Zeitweise standen hier 30 bis 40 Pferde zum Auswechseln für Kutschen und Depeschenreiter bereit. Im Jahre 1675 richtete Herzog Karl von Lothringen in Freilingen ein Hauptquartier der Kaiserlichen Truppen ein. Das 1780 errichtete Postgebäude, das durch einen in rotem Sandstein gehauenen Postreiter geschmückt war, ist 1952 abgerissen worden.
Bevölkerungsentwicklung
Die Entwicklung der Einwohnerzahl von Freilingen, die Werte von 1871 bis 1987 beruhen auf Volkszählungen:
| Jahr | Einwohner |
| ---- | --------- |
| 1815 | 266       |
| 1835 | 317       |
| 1871 | 333       |
| 1905 | 404       |
| 1939 | 420       |
| 1950 | 485       |
| 1961 | 466       |

| Jahr | Einwohner |
| ---- | --------- |
| 1970 | 521       |
| 1987 | 536       |
| 1997 | 712       |
| 2005 | 687       |
| 2011 | 697       |
| 2017 | 659       |
| 2023 | 707       |

## Politik

### Gemeinderat

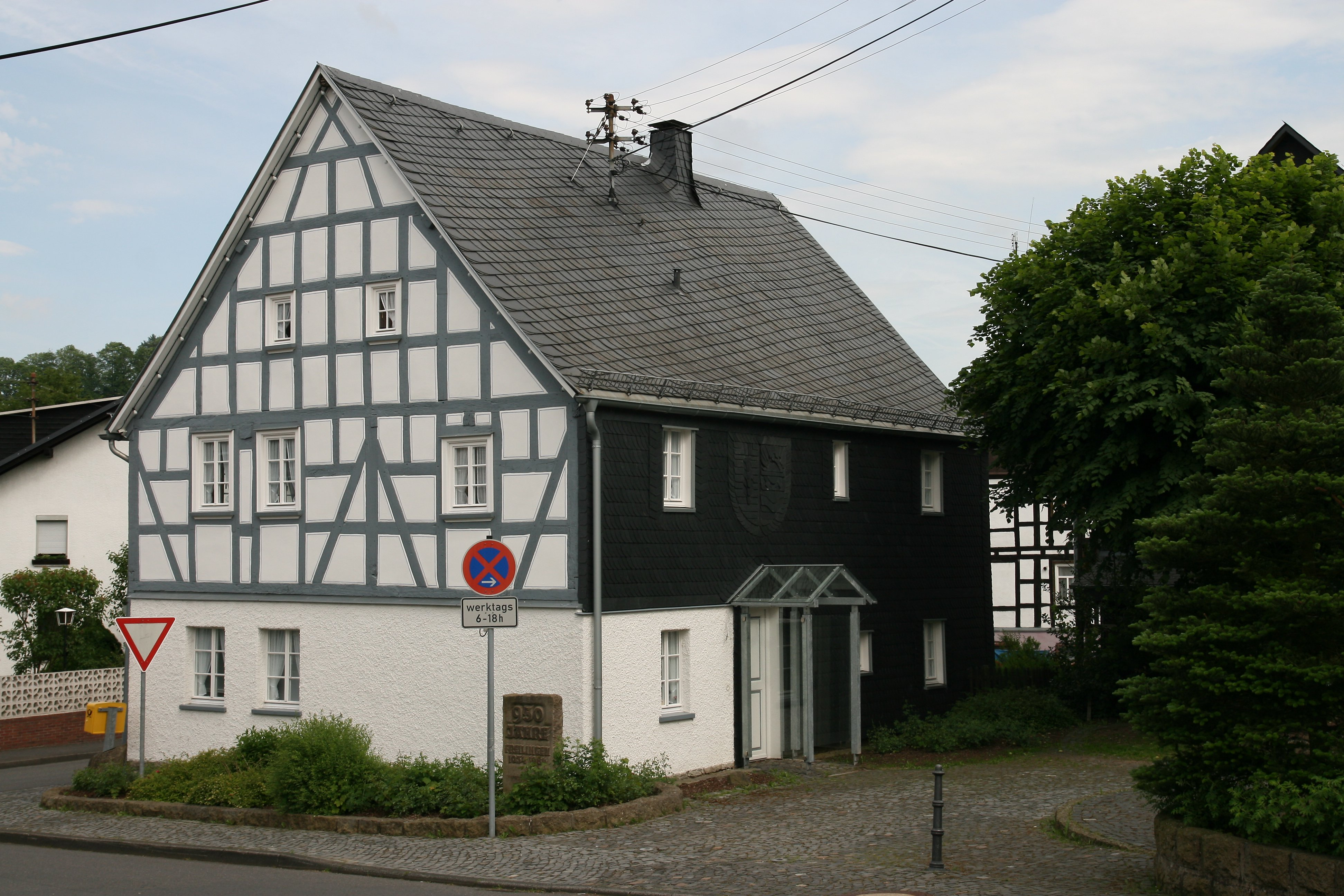
Haus der Gemeindeverwaltung

Der Gemeinderat in Freilingen besteht aus zwölf Ratsmitgliedern, die bei der Kommunalwahl am 9. Juni 2024 in einer Mehrheitswahl gewählt wurden, und der ehrenamtlichen Ortsbürgermeisterin als Vorsitzender.

### Bürgermeister
Jennifer Kolb wurde am 15. Juli 2024 Ortsbürgermeisterin von Freilingen. Bei der Direktwahl am 9. Juni 2024 hatte sie sich mit einem Stimmenanteil von 51,2 % gegen einen Mitbewerber durchgesetzt.
Kolbs Vorgänger Thomas Kloft war im März 2011 als Nachfolger für die verstorbene Ortsbürgermeisterin Gudrun Eichelhardt gewählt worden und hatte nach 13 Jahren im Amt bei der Wahl 2024 nicht erneut kandidiert.

### Wappen
| Wappen von Freilingen | Blasonierung: „Gespalten von Rot und Silber, rechts eine goldene Ähre, links über blauem Wellenbalken ein schwarzes Mühlrad.“ |
| Wappen von Freilingen | |

## Verkehr
- Die Gemeinde liegt direkt an der Bundesstraße 8 die von niederländischen Grenze in Elten bei Emmerich am Rhein nach Passau führt.
- Die nächste Autobahnanschlussstelle ist Ransbach-Baumbach an der Bundesautobahn 3.
- Der nächstgelegene ICE-Halt ist der Bahnhof Montabaur an der Schnellfahrstrecke Köln–Rhein/Main.